# Phenacogaster apletostigma
Phenacogaster apletostigma är en fiskart som beskrevs av Lucena och Gama 2007. Phenacogaster apletostigma ingår i släktet Phenacogaster och familjen Characidae. Inga underarter finns listade i Catalogue of Life.